# Płock
Płock är en stad i mellersta Polen, belägen vid floden Wisła, 90 km nordväst om Warszawa. Handbollsklubben SPR Wisła Płock kommer från staden.

## Historia
Płock är en av Polens äldsta städer och var 1207–1351 Masoviens huvudstad. Rester av den gamla fursteborgen är bevarad och på borghöjden ligger även katedralen, uppförd på 1100-talet. Här finns flera kungagravar från äldre medeltid. Flera andra medeltidsbyggnader finns även bevarade. Under 1900-talet var Płock känt för tillverkning av tegel, fruktkonserver och lantbruksredskap.
Åren 1837–1912 var staden huvudort i guvernementet Płock.

## Vänorter
Płock har följande vänorter:
- Auxerre, Frankrike
- Bălți, Moldavien
- Darmstadt, Tyskland
- Forlì, Italien
- Fort Wayne, USA
- Huai'an, Kina
- Loznica, Serbien
- Mažeikiai, Litauen
- Mytisjtji, Ryssland
- Navapolatsk, Belarus
- Pleven, Bulgarien
- Thurrock, Storbritannien
- Zjytomyr, Ukraina